# Боги (фильм, 2014)
«Боги» (пол. Bogowie) — польский фильм-биография 2014 года.

## Сюжет
В 1980-е годы врач-кардиохирург Збигнев Релига возразил медицинским авторитетам, создав новую клинику с коллективом молодых врачей, чтобы провести первые в Польше удачные трансплантации сердца. Его дорога к успеху не была лёгкой. Первоначальные неудачи, интриги в среде врачей и трудный характер Религи разочаровали многих людей, в том числе его жену. Вследствие встречаемых трудностей он впал в зависимость от алкоголя.

## В ролях
- Томаш Кот — Збигнев Релига, кардиохирург,
- Пётр Гловацкий — Мариан Зэмбаля,
- Шимон Пётр Варшавский — Анджей Бохенек,
- Магдалена Червиньская — Анна Релига, жена Збигнева,
- Рафал Заверуха — Ромуальд Чихонь,
- Цезарий Косиньский — Роман Влодарский,
- Ян Энглерт — профессор Вацлав Ситковский,
- Владислав Ковальский — профессор Ян Молль,
- Збигнев Замаховский — Станислав Пасык,
- Мариан Опаня — профессор Ян Нелюбович,
- Кинга Прайс — мать пациентки,
- Рышард Котыс — член комиссии,
- Соня Бохосевич — жена пациента,
- Магдалена Лампарская — официантка,
- Кшиштоф Янчар — отец пациента.